# Julia Shaw (cyclisme)
Julia Shaw née le 28 juillet 1965 dans le District métropolitain de Wirral, est une coureuse cycliste professionnelle anglaise.

## Palmarès sur route
- 2005
  -  Championne de Grande-Bretagne du contre-la-montre
- 2006
  - 3e des Championnats de Grande-Bretagne du contre-la-montre
- 2008
  - 2e des Championnats de Grande-Bretagne du contre-la-montre
- 2009
  - 2e du Chrono champenois
  - 3e du Chrono des Nations-Les Herbiers-Vendée
  - 3e des Championnats de Grande-Bretagne du contre-la-montre
- 2010
  - 2e des Championnats de Grande-Bretagne du contre-la-montre
  - 3e du contre-la-montre des Jeux du Commonwealth
- 2011
  - 2e des Championnats de Grande-Bretagne du contre-la-montre
  - 17e du contre-la-montre des championnats du monde de cyclisme sur route 2011
- 2012
  - 2e des Championnats de Grande-Bretagne du contre-la-montre